# Kerk van de Onbevlekte Ontvangenis (Daugavpils)
De Kerk van de Onbevlekte Ontvangenis is een rooms-katholieke kerk in de Letse stad Daugavpils. De kerk behoort tot het bisdom Rēzekne-Aglona. Schuin tegenover de kerk bevindt zich de protestantse Maarten-Lutherkerk. De twee klokkentorens van de kerk zijn 51 meter hoog.

## Geschiedenis
De kerk werd gebouwd voor de Poolstalige katholieken tussen 1902 en 1905 door Duits-Baltische architect Wilhelm Neumann in de neobarokke stijl. In die tijd maakte de stad deel uit van het Keizerrijk Rusland van tsaar Nicolaas, die jegens religieuze aangelegenheden een meer verzoenende houding innam dan zijn vader.
De wijding van de kerk vond op 4 december 1905 plaats. Gedurende de Tweede Wereldoorlog werd de kerk niet beschadigd en tijdens de periode dat Letland behoorde tot de Sovjet-Unie ontsnapte de kerk aan de massale kerksluiting. Het hoofdaltaar werd gewijd aan de Maagd Maria, de zijaltaren aan het Allerheiligst Hart van Jezus, Sint-Stanislaus Kostka en Onze-Lieve-Vrouw van Lourdes.
Tegenwoordig worden de missen opgedragen in het Lets, Russisch en Pools.

## Externe link

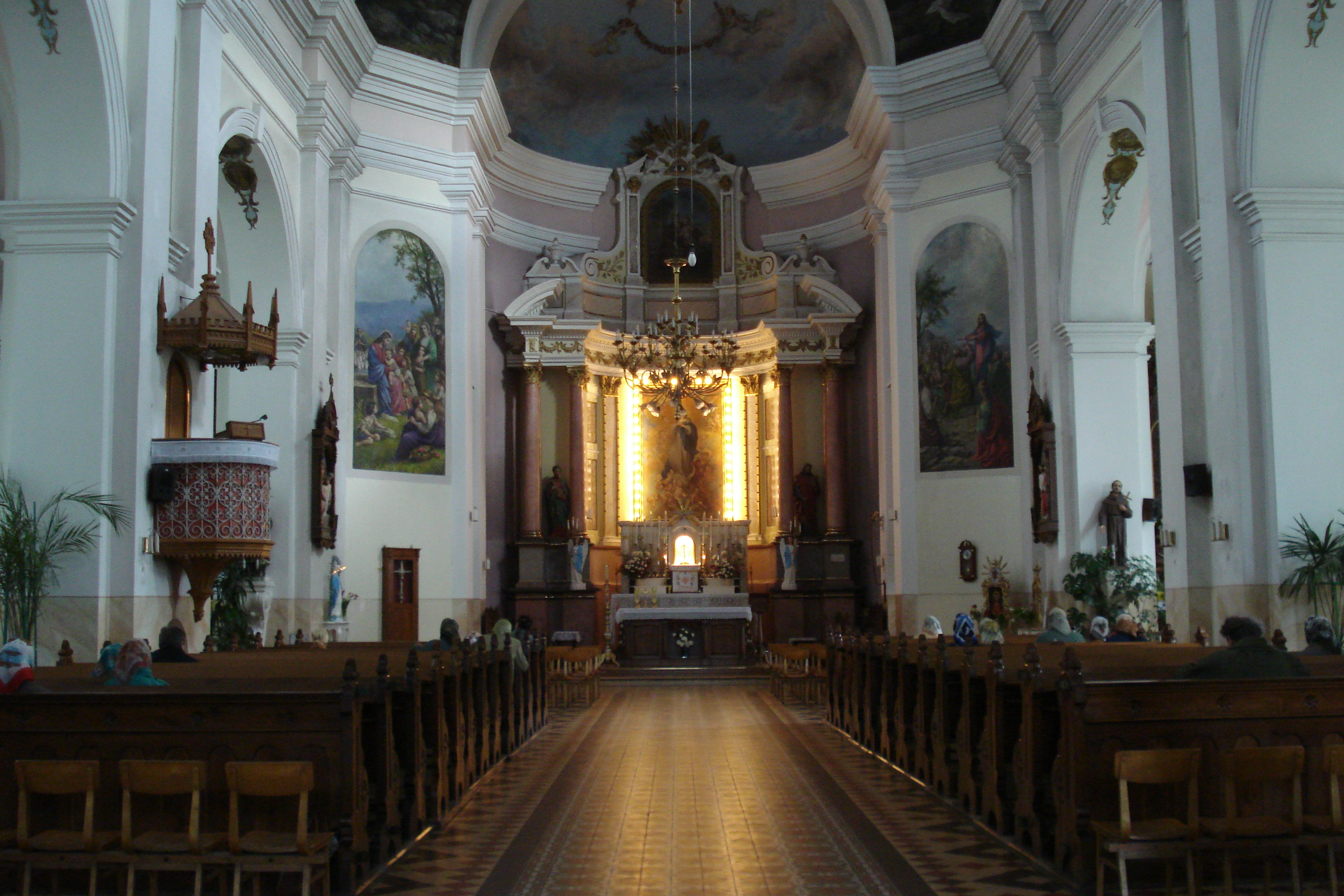
Interieur
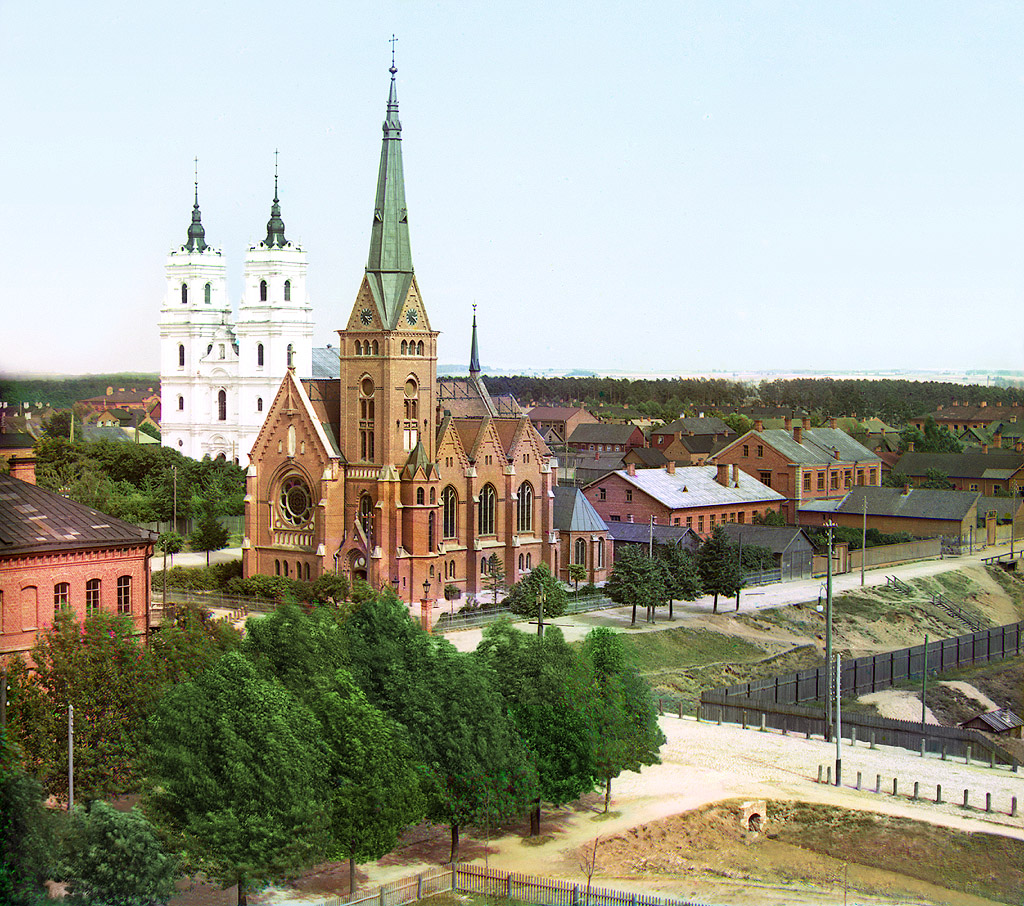
De kerk van de Onbevlekte Ontvangenis en de Maarten Lutherkerk op een foto uit 1912